# Peter Herrmann (judoka)
Peter Herrmann (født 25. januar 1941) er en tidligere tysk judoka.
Han startede med at træne judo i Polizei SV Berlin. I 1963 fik han bronze ved amatør-EM i vægtklassen -80 kg. Ved EM i judo 1966 vandt han en sølvmedalje efter hollænderen Joop Gouweleeuw i vægtklassen -93 kg.
I 1967 vandt han sin første europamesterskabstitel i Rom ved at besejre franskmanden Pierre Albertini.
Ved VM i 1967 i Salt Lake City vandt Herrmann to bronzemedaljer, en i vægtklassen -93 kg og en i den åbne klasse.
I 1968 vandt han sin anden EM-titel i Lausanne, ved at besejre Helmut Howiller fra Østtyskland i finalen.
Med PSV Berlin blev han tysk holdmester i 1964.